# National Historic Landmark per stato
Il programma National Historic Landmark degli Stati Uniti d'America è stato realizzato per registrate ed onorare i luoghi storici e culturali della nazione. Il programma ebbe inizio il 9 ottobre 1960 e alla data dell'11 marzo 2013 ha 2.507 luoghi registrati.

## Lista
| Stato o regione                  | Numero di landmark | Prima dichiarazione | Ultima dichiarazione | Esempio                                                                                       |
| -------------------------------- | ------------------ | ------------------- | -------------------- | --------------------------------------------------------------------------------------------- |
| Alabama                          | 38                 | 9 ottobre 1960      | 21 luglio 2015       |                                                                                               |
| Alaska                           | 50                 | 20 gennaio 1961     | 23 dicembre 2016     | Holy Assumption Orthodox Church                                                               |
| Arizona                          | 46                 | 9 ottobre 1960      | 23 dicembre 2016     |                                                                                               |
| Arkansas                         | 17                 | 9 ottobre 1960      | 31 luglio 2003       | Central High School                                                                           |
| California                       | 37                 | 5 aprile 2001       | 22 febbraio 2001     | Edmund Blinn House                                                                            |
| California                       | 145                | 9 ottobre 1960      | 23 dicembre 2016     | The Mission San Carlos Borromeo de Carmelo                                                    |
| Carolina del Nord                | 39                 | 5 novembre 1961     | 23 dicembre 2016     | Fort Fisher (painting/excerpt 1890): shows stylized earthen walls along the Northern Bastion. |
| Carolina del Sud                 | 76                 | 9 ottobre 1960      | 29 marzo 2007        | South Carolina Statehouse                                                                     |
| Colorado                         | 25                 | 19 dicembre 1960    | 4 agosto 2015        | A steam locomotive of the D&SNG                                                               |
| Colorado                         | 64                 | 19 dicembre 1960    | 25 ottobre 1973      | William Allen White Cabins                                                                    |
| Connecticut                      | 63                 | 9 ottobre 1960      | 31 ottobre 2016      |                                                                                               |
| Dakota del Nord                  | 7                  | 4 luglio 1961       | 23 dicembre 2016     |                                                                                               |
| Dakota del Sud                   | 16                 | 4 luglio 1961       | 17 giugno 2011       | Rocky summit of Bear Butte and view over the Dakota plains.                                   |
| Delaware                         | 14                 | 20 gennaio 1961     | 23 dicembre 2016     |                                                                                               |
| Florida                          | 46                 | 9 ottobre 1960      | 31 ottobre 2016      | The Ernest Hemingway House in Key West.                                                       |
| Georgia                          | 49                 | 20 gennaio 1961     | 21 luglio 2015       | Etowah Indian Mounds                                                                          |
| Hawaii                           | 33                 | 29 dicembre 1962    | 29 marzo 2007        | The church established by Father Damien at the Kalaupapa Leprosy Settlement.                  |
| Idaho                            | 10                 | 9 ottobre 1960      | 21 giugno 1990       | Experimental Breeder Reactor No. 1.                                                           |
| Illinois                         | 87                 | 9 ottobre 1960      | 21 luglio 2015       | Lincoln's Tomb                                                                                |
| Indiana                          | 42                 | 9 ottobre 1960      | 23 dicembre 2016     | North Christian Church, a historic example of modern architecture.                            |
| Iowa                             | 26                 | 30 giugno 1960      | 23 dicembre 2016     |                                                                                               |
| Kansas                           | 26                 | 19 dicembre 1960    | 23 dicembre 2016     | Grant Hall at Fort Leavenworth.                                                               |
| Kentucky                         | 32                 | 19 dicembre 1960    | 27 febbraio 2013     | Belle of Louisville                                                                           |
| Louisiana                        | 54                 | 9 ottobre 1960      | 21 luglio 2015       | Louisiana State Capitol                                                                       |
| Maine                            | 44                 | 9 ottobre 1960      | 25 agosto 2014       |                                                                                               |
| Maryland                         | 74                 | 9 ottobre 1960      | 23 dicembre 2016     | USCGC Taney.                                                                                  |
| Massachusetts (solo Boston)      | 189 (57)           | 9 ottobre 1960      | 27 febbraio 2015     |                                                                                               |
| Michigan                         | 42                 | 9 ottobre 1960      | 31 ottobre 2016      | Clock tower of the Henry Ford Museum adjacent to Greenfield Village.                          |
| Minnesota                        | 25                 | 19 dicembre 1960    | 23 giugno 2011       | National Farmer's Bank of Owatonna                                                            |
| Mississippi                      | 40                 | 19 luglio 1964      | 16 febbraio 2017     | Beauvoir, showing damage from Hurricane Katrina.                                              |
| Missouri                         | 37                 | 9 ottobre 1960      | 29 marzo 2007        |                                                                                               |
| Montana                          | 28                 | 9 ottobre 1960      | 21 luglio 2015       | House of Chief Plenty Coups at Chief Plenty Coups State Park.                                 |
| Nebraska                         | 21                 | 19 dicembre 1960    | 23 dicembre 2016     | USS Hazard (AM-240)                                                                           |
| Nevada                           | 8                  | 20 gennaio 1961     | 16 ottobre 2012      | Hoover Dam                                                                                    |
| New Hampshire                    | 23                 | 9 ottobre 1960      | 27 febbraio 2013     | Shaker Village c. 1920                                                                        |
| New Jersey                       | 58                 | 9 ottobre 1960      | 25 agosto 2014       | The Great Falls of the Passaic River                                                          |
| Nuovo Messico                    | 46                 | 9 ottobre 1960      | 16 ottobre 2012      |                                                                                               |
| New York (solo New York City)    | 274 (116)          | 9 ottobre 1960      | 23 dicembre 2016     |                                                                                               |
| Ohio                             | 76                 | 9 ottobre 1960      | 23 dicembre 2016     |                                                                                               |
| Oklahoma                         | 22                 | 19 dicembre 1960    | 27 febbraio 2013     | Washita Battlefield                                                                           |
| Oregon                           | 17                 | 20 gennaio 1961     | 25 luglio 2011       | Timberline Lodge.                                                                             |
| Pennsylvania (solo Philadelphia) | 168 (67)           | 20 gennaio 1961     | 23 dicembre 2016     | Academy of Music                                                                              |
| Rhode Island                     | 45                 | 9 ottobre 1960      | 16 ottobre 2012      | The Breakers as seen from the lawn leading down to the sea                                    |
| Tennessee                        | 30                 | 9 ottobre 1960      | 17 giugno 2011       |                                                                                               |
| Texas                            | 47                 | 19 dicembre 1960    | 23 dicembre 2016     | Alamo Mission in San Antonio                                                                  |
| Utah                             | 14                 | 20 gennaio 1961     | 23 giugno 2011       | The Bingham Canyon Open Pit Copper Mine.                                                      |
| Vermont                          | 18                 | 22 settembre 1960   | 25 agosto 2014       |                                                                                               |
| Virginia                         | 121                | 7 ottobre 1960      | 21 luglio 2016       | Montpelier, undergoing restoration.                                                           |
| Virginia Occidentale             | 16                 | 19 luglio 1964      | 31 luglio 2003       | Weston State Hospital                                                                         |
| Washington                       | 24                 | 4 luglio 1961       | 19 agosto 2008       | The Pioneer Square Pergola with the Pioneer Building behind.                                  |
| Wisconsin                        | 43                 | 9 ottobre 1960      | 31 ottobre 2016      |                                                                                               |
| Wyoming                          | 27                 | 19 dicembre 1960    | 23 dicembre 2016     |                                                                                               |
| Distretto della Columbia         | 74                 | 19 dicembre 1960    | 14 giugno 2011       | The Great Hall of the Library of Congress.                                                    |
| U.S. Commonwealths e Territori   | 17                 | 9 ottobre 1960      | 11 marzo 2013        | Skytsborg, Virgin Islands (Blackbeard's Castle)                                               |
| Stati Associati                  | 5                  | 17 dicembre 1982    | 16 settembre 1985    | Battle of Peleliu                                                                             |
| Stati Esteri                     | 1                  | 17 dicembre 1982    | 17 dicembre 1982     | Courtyard of American Legation in Tangier, Morocco                                            |
| Duplicati                        | (19)               |                     |                      | Beginning Point of the U.S. Public Land Survey.                                               |
| Totale                           | 2.596              | 30 giugno 1960      | 16 febbraio 2017     |                                                                                               |